# Maasen
Maasen är en kommun och ort i Landkreis Diepholz i förbundslandet Niedersachsen i Tyskland.
Kommunen ingår i kommunalförbundet Samtgemeinde Siedenburg tillsammans med ytterligare fyra kommuner.